# Hilton Worldwide
La Hilton Worldwide Holdings Inc., già Hilton Hotels Corporation, è una multinazionale statunitense attiva nel settore alberghiero con sede a Tysons, Virginia. Ad oggi è una delle più grandi catene alberghiere del mondo.
È presente con i suoi 22 marchi in tutto il mondo. A dicembre 2023 la compagnia possedeva 7.530 hotels per una capacità alberghiera totale di 1.182.937 di stanze in 126 paesi nel mondo.

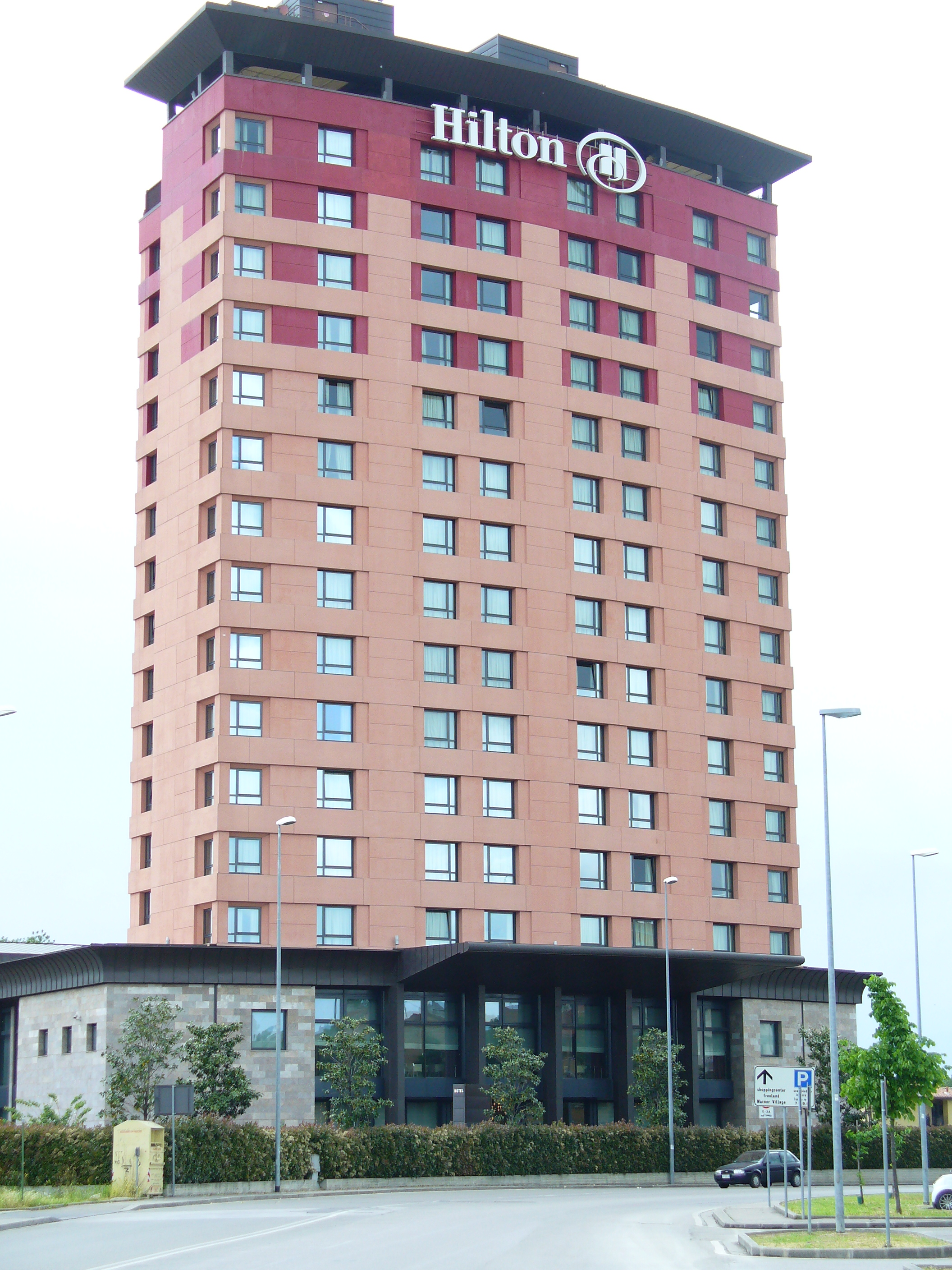
L'Hilton Florence Metropole a Firenze (dal 2025 DoubleTree by Hilton Florence Metropole)

## Storia

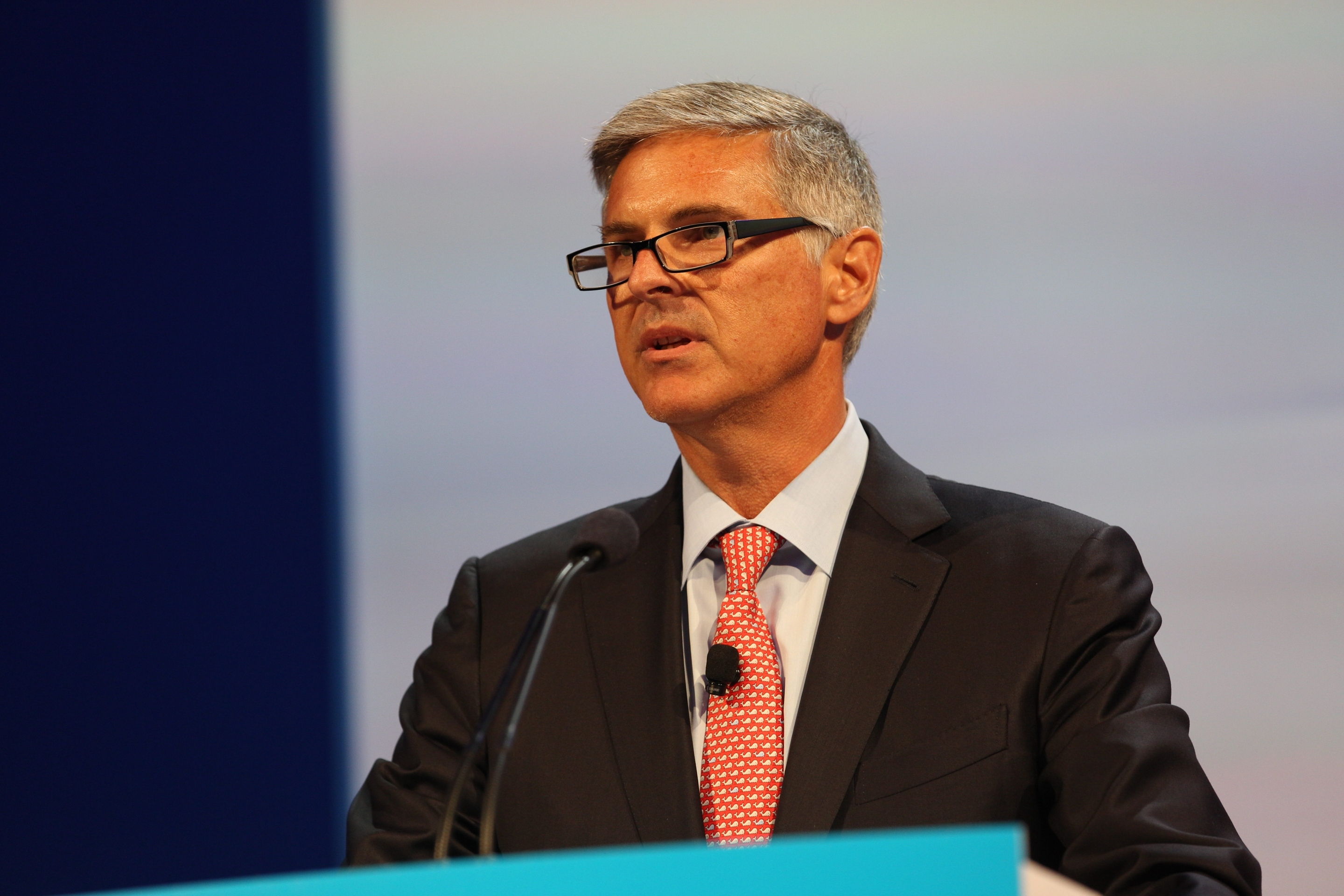
Christopher J. Nassetta, presidente e CEO di Hilton Worldwide.

La compagnia venne fondata nel 1919 dal capostipite della famiglia Hilton: Conrad Nicholson Hilton a Cisco, in Texas.
La prima grande operazione finanziaria dell'azienda fu l'acquisizione della Hotels Statler Company per 111.000.000 di dollari; all'epoca fu la più grossa transazione di beni immobili del mondo.
il 1º dicembre 1964 la compagnia separò ufficialmente le attività alberghiere all'interno degli USA da quelle internazionali, dando così vita alla Hilton International Co., che nel 1967 venne acquistata dalla Trans World Corp., la holding che possedeva anche la Trans World Airlines. In seguito la Hilton International Co. passò nelle mani di diversi proprietari per poi essere riacquistata dalla famiglia Hilton nel 2005.
Nel 1971 gli Hilton comprarono la International Leisure Company e divennero proprietari del casinò Las Vegas Hilton e Flamingo Hilton.
Nel 2005, oltre alla riacquisizione della Hilton International Co. entrò in possesso anche della Scandic Hotels.
Il 24 ottobre 2016, la conglomerata asiatica Hna Tourism Group ha acquisito il 25% (247,5 milioni di azioni) dal fondo Blackstone Group, maggiore azionista di Hilton, nell'ambito di una transazione valutata 6,5 miliardi di dollari.
Con l'operazione, la quota di Blackstone in Hilton cala al 20,75% dal 45,75% e Hna diventa il maggiore azionista.

## Marchi
- Hilton Hotels & Resorts
- Conrad Hotels & Resorts
- Doubletree by Hilton
- Embassy Suites Hotels
- Canopy by Hilton
- Curio Collection by Hilton
- Signia Hilton
- Tapestry Collection by Hilton
- Tru by Hilton
- Hampton by Hilton
- Hilton Garden Inn
- Home2 Suites by Hilton
- Hilton Grand Vacations
- Homewood Suites by Hilton
- Waldorf Astoria Hotels & Resorts
- Hilton Honors
- Tempo by Hilton
- NoMad
- Graduate by Hilton